# Dawny kościół św. Michała Archanioła w Sokalu
Dawny kościół św. Michała Archanioła w Sokalu – dawny rzymskokatolicki kościół parafialny znajdujący się w Sokalu. Obecnie użytkowany jako blok mieszkalny i stacja inspektoriatu sanitarnego.

## Historia
Parafia w Sokalu od początku swojego istnienia wchodziła w skład diecezji chełmskiej. Po I rozbiorze Rzeczypospolitej, dekretem austriackim została wcielona do diecezji przemyskiej, a w r. 1787 do archidiecezji lwowskiej, w której pozostał do r. 1951. Początki parafii sokalskiej sięgają XV wieku, rektor tego kościoła został odnotowany w źródłach już w r. 1409, choć najstarsze zachowane dziś poświadczenie funkcjonowania parafii pochodzi dopiero z 1517 roku.
O pierwszym, najstarszym kościele w Sokalu nic nie wiadomo. Nie jest jasne czy stał  po lewej stronie Bugu, tam gdzie pierwotnie ulokowany był Sokal, czy też po drugiej stronie. Na pewno świątynia nosiła wezwanie Matki Boskiej. W r. 1477 rajcy miejscy ufundowali do niego srebrną monstrancję wykonaną we Lwowie przez złotnika Augustyna, a wg tradycji w świątyni tej czczony był obraz Matki Boskiej Sokalskiej, który w r. 1519 po pożarze został przeniesiony do miejscowego kościoła Bernardynów.
Na początku XVII wieku (1603) drewniany kościół parafialny stał na prawym brzegu Bugu, tam gdzie lokowano nowe miasto i poświęcony był Najświętszej Marii Pannie oraz śś. Apostołom Piotrowi, Pawłowi i Janowi. W r. 1633 rozbudowano go o kaplicę Świętej Trójcy ufundowaną przez Tomasza Zagrobskiego, właściciela wsi Konotopy i Wasylów. Świątynia została ograbiona i sprofanowana przez Kozaków i Rusinów z okolicznych wsi podczas powstania Chmielnickiego. Najprawdopodobniej po tym wydarzeniu przystąpiono do budowy nowego kościoła, ponieważ źródła z 1672 roku opisują go jako budowlę murowaną. We wrześniu 1678 wybuchł w kościele pożar, który strawił dach wraz z więźbą, ale wyposażenie nie ucierpiało, a szkody naprawiono do 1680 roku.  Źródła z 1714 roku opisują kościół w Sokalu jako poświęcony św. Janowi Chrzcicielowi, wewnątrz znajdowało się aż osiem ołtarzy, a dwa kolejne ustawione były w kaplicy Matki Boskiej Różańcowej. Świątynia była bogato wyposażona w sprzęty i szaty liturgiczne.
Kościół parafialny spłonął w r. 1772, a nabożeństwa przeniesiono do dawnego kościoła Brygidek (skasowany dekretem cesarskim 24 czerwca 1782). Zniszczenia po pożarze rozpoczęto usuwać w kolejnym roku. W krótkim czasie po skasowaniu kościoła i klasztoru Brygidek sokalskich budynki otrzymała tutejsza parafia. Kościół wtedy poszerzono i ponownie konsekrowano w r. 1783. Dawny kościół parafialny stał się kaplicą pw. Św. Jana Chrzciciela.
W 1870 roku w wyniku wielkiego pożaru klasztoru Bernardynów w Sokalu ogień przedostał się na drugą stronę Bugu i strawił kościół parafialny i klasztor pobrygidkowski, w którym mieściła się plebania. Spłonęło całe wyposażenie oprócz rzeźby Ukrzyżowanego z ołtarza bocznego. Kościół ucierpiał także znacznie podczas okupacji rosyjskiej podczas I wojny światowej, zarekwirowano dzwony, a remont kościoła wyceniono na kwotę 3000 koron. Kolejne 3000 koron miał kosztować remont kaplicy św. Jana Chrzciciela. Na prowadzenie większych prac nie było jednak funduszy. Dopiero w l. 1932-1935 zdecydowano się na poważny remont obejmujący poszerzenie kościoła o zaadaptowany na nawę ciąg południowych krużganków poklasztornych. Pomysł ten pochodził jeszcze z 1898 roku, ale wówczas nie było funduszy aby go zrealizować.
Przez całe dwudziestolecie międzywojenne trwała budowa nowego kościoła parafialnego pw. Św. Michała Archanioła, początkowo w stylu neogotyckim, ostatecznie w formach modernistycznych.
Po korekcie granic w r. 1951 Polacy zostali wysiedleni z Sokala przez władze sowieckiej Ukrainy, a kościół parafialny i kaplica św. Jana Chrzciciela zostały zamknięte. Kościół pobrygidkowki został ostatecznie rozebrany, a skrzydło dawnego klasztoru przebudowano na blok mieszkalny. Kaplicę św. Jana Chrzciciela przekształcono w skład nawozów sztucznych, a od r. 1972 mieści się w niej rejonowa stacja sanitarno-epidemiologiczna i mieszkania.

## Architektura
Stary kościół parafialny (potem kaplica) pw. Św. Jana Chrzciciela znajduje się w północnej części miasta, w pobliżu Starego Rynku w Sokalu. Był budowlą murowaną, na rzucie prostokąta, jednonawową z prezbiterium zamkniętym trójbocznie. Fasada była zwieńczona trójkątnie, z zaakcentowanymi narożami za pomocą obelisków. Na dachu znajdowała się wieżyczka na sygnaturkę. Obecnie drastycznie przebudowany.

Dawny kościół Brygidek był położony w południowo-zachodniej części miasta, na brzegu skarpy rzecznej. Szeroki teren kompleksu kościoła i klasztoru otoczony był ceglanym murem obronnym z kolistymi basztami. Kościół był orientowany (skierowany prezbiterium na wschód), murowany z jednonawowym korpusem i niższym prezbiterium zamkniętym półkoliście. Fasada była dwukondygnacyjna, w wyższej partii ujęta spływami wolutowymi i zwieńczona trójkątnym przyczółkiem.  Od południowego zachodu połączony był ze skrzydłem klasztoru. Kościół został rozebrany po 1951 w nieznanych okolicznościach i obecnie nie istnieje.